# San Isidro el Organal
San Isidro el Organal är en ort i Mexiko.   Den ligger i kommunen Chietla och delstaten Puebla, i den sydöstra delen av landet, 110 km sydost om huvudstaden Mexico City. San Isidro el Organal ligger 1 119 meter över havet och antalet invånare är 558.
Terrängen runt San Isidro el Organal är varierad, och sluttar söderut. Runt San Isidro el Organal är det ganska glesbefolkat, med 28 invånare per kvadratkilometer. Närmaste större samhälle är Izúcar de Matamoros, 18,4 km öster om San Isidro el Organal. I omgivningarna runt San Isidro el Organal växer huvudsakligen savannskog.